# Pioneer DX
El robot Pioneer DX-2 y su sucesor Pioneer DX-3 son plataformas populares para educación, investigación, creación de prototipos, exhibiciones y otros proyectos. Este robot tiene un ordenador integrado en una única placa de formato EBX basada en Pentium y ejecutando Linux. Esta placa es usada para las comunicaciones de alto nivel y funciones de control. 
Físicamente, el robot dispone de dos ruedas. Los sensores son un anillo de sonares en la parte delantera y encoders en las ruedas.
Se pueden comprar accesorios como nuevos sensores o actuadores en la misma página del fabricante.